# Pagurus excavatus
Pagurus excavatus ist ein Einsiedlerkrebs aus der Familie der Paguridae, welcher sowohl im Nordostatlantik als auch im Mittelmeer vorkommt. Man findet ihn auf Sedimentböden in Tiefen bis zu 80 m, auf denen er nach Nahrung und passenden Schneckenhäusern sucht. Häufig sind die Gehäuse mit anderen Tieren wie z. B. Seeanemonen besetzt, die eine Lebensgemeinschaft mit dem Einsiedlerkrebs eingehen.

## Aussehen und Merkmale
Wie die meisten Einsiedlerkrebse hat auch Pagurus excavatus einen sehr weichhäutigen Hinterkörper, der zum Schutz in Gehäusen von Gastropoden verborgen wird. Zudem besitzt er fünf Schreitbeinpaare (Pereiopoden), von denen das erste Paar mit jeweils einer unbehaarten Schere bestückt ist. Die rechte Schere ist sichtbar größer als die linke Schere, was typisch für die Familie der Paguridae ist. Auf der Innenseite der rechten Schere ist mittig eine hohe, beidseitig konkave Aufwölbung, die bei kleineren Individuen weniger stark ausgeprägt ist. Die restlichen Gliedmaßenpaare machen zwei Laufbeinpaare, mit denen sich P. excavatus fortbewegt, und zwei Paar kleinere Beine aus, welche zum Festhalten des Schneckengehäuses dienen. Ein Artmerkmal ist beim zweiten Laufbeinpaar der Dactylus, der die Länge des Propodus und Carpus knapp überragt und auffällig gebogen ist. P. excavatus hat zwei Antennenpaare, wovon das zweite Paar deutlich länger ist als das Erste. Weitere Bestimmungsmerkmale, welche P. excavatus von anderen Einsiedlerkrebsen unterscheiden lassen, sind zum einen der glatte Fortsatz auf der Antennenbasis des ersten Antennenpaars, der für gewöhnlich keine Höcker aufweist. Zudem sitzt auf der dorsalen Seite der zweiten Antennenbasis ebenfalls ein Fortsatz am zweiten Segment, welcher bis zum unteren Rand des vierten Segments der Antenne reicht. Die Männchen von P. excavatus besitzen vier Schwimmbeine (Pleopoden), die an der zweiten bis fünften Stelle ausgebildet sind. Bezüglich der Größe weist P. excavatus einen Sexualdimorphismus auf, da die Weibchen mit durchschnittlichen 7 mm Schildlänge des Carapax kleiner sind als die Männchen mit durchschnittlichen 10 mm Schildlänge des Carapax. P. excavatus kann Größen bis zu 11,5 mm Schildlänge erreichen.

## Verbreitung und Lebensraum
Pagurus excavatus ist sowohl im Nordostatlantik als auch in weiten Teilen des Mittelmeers zu finden, sein Verbreitungsgebiet umfasst elf verschiedenen Länder. Im Nordostatlantik wurden Vorkommen der Art vom Golf von Biscaya, den spanischen und portugiesischen Atlantikküsten bis hin zu Marokko und der Insel Madeira aufgezeichnet. Im Mittelmeer konzentriert sich die Verbreitung auf den westlichen Teil des Beckens. P. excavatus ist dort vor Spanien, Frankreich und Monaco zu finden, im Tyrrhenischen und Adriatischen Meer rund um Italien, sowie vor Kroatien, Albanien und Griechenland bis hin zu Zypern und der Türkei.
Pagurus excavatus lebt benthisch in Tiefen zwischen 15 und 80 Metern. Teilweise wurden Individuen auch in Tiefen bis zu 450 Metern gefunden, wobei sich die Tiere üblicherweise nicht tiefer als 80 Meter aufhalten. Die Art bevorzugt verschiedene Typen von Sedimentböden auf dem Kontinentalschelf, mit sandigem oder schlammigem Untergrund und einer geringen Steigung.

## Lebensweise
Als Aasfresser wandert P. excavatus auf der Suche nach Nahrung auf den Sedimentböden umher. Im Laufe seines Lebenszyklus muss in Folge des Wachstums regelmäßig ein neues, passendes Schneckengehäuse gefunden werden. Die Verfügbarkeit von geeigneten Schneckengehäusen kann dadurch einen signifikanten Einfluss auf den Lebenszyklus und die Entwicklung des Einsiedlerkrebses haben. Einsiedlerkrebse wählen grundsätzlich Häuser aus, die sowohl für ihre Größe, als auch für ihre individuelle Form am besten geeignet sind. Im Falle von P. excavatus ist bekannt, dass diese Art durch ihre weite Verbreitung und die lokal unterschiedlichen Vorkommen an Gastropoden in verschiedenen Schneckengehäusen zu finden ist. So wird sich zum einen in größeren Schalen von Nauticarius hebraeus (Hebräische Mondschnecke), als auch in Gehäusen von Bolinus brandaris (Herkuleskeule), Galeopoda echinophora und Hexaplex trunculus (Stumpfe Stachelschnecke) eingenistet. Die Auswahl der Gehäuse unterscheidet sich zwischen adulten und juvenilen Tieren, sodass juvenile P. excavatus neben anderen auch Schalen der Turmschnecken (Turritella sp.) bewohnen.

## Fortpflanzung
Die Fortpflanzung von Pagurus excavatus geschieht wie bei allen Paguroiden durch die Übertragung von in einer Spermatophore eingehüllten Spermien vom Männchen zum Weibchen. Dies wird über die Genitalöffnung, die am oberen Teil des letzten Schwimmbeins sitzt, vollzogen. Die Genitalöffnung der Männchen ist eine einfache Gonopore mit zahlreichen Härchen, die sensorische Funktionen bei der Kopulation, wie z. B. eine bessere Haftung am Weibchen und den Transfer der Spermien übernehmen.

Die Fortpflanzungsaktivität von P. excavatus erstreckt sich über das gesamte Jahr. Eiertragende Weibchen sind das ganze Jahr über zu finden, jedoch liegt die Hauptlaichzeit im März und April. Es wird davon ausgegangen, dass die Weibchen einen sehr langen, saisonalen Reifezyklus haben. Diese können bis zu 1700 Eier tragen, deren Anzahl je nach Größe des Individuums, den derzeitigen Umweltbedingungen und der Verfügbarkeit von Schneckengehäusen stark variieren kann. Einige Weibchen von P. excavatus können bis zu zweimal aufeinanderfolgend eine Eiablage durchführen. Wie in vielen Crustaceaengattungen ist auch bei P. excavatus die Geschlechterverteilung nicht 1:1, da die Weibchen für gewöhnlich etwas häufiger vorkommen.

## Vergesellschaftung
Das Zusammenleben von Einsiedlerkrebsen mit Nesseltieren ist einer der am häufigsten beobachteten Fälle von Vergesellschaftung in marinen Ökosystemen. Seeanemonen sind die einzigen Nesseltiere, die von P. excavatus aktiv auf ihr Schneckengehäuse aufgenommen werden und nicht zufällig darauf wachsen. Bekannte Arten, die mit P. excavatus eine fakultative Verbindung eingehen sind z. B. Calliactis parasitica (Schmarotzerrose) und Adamsia palliata (Mantelaktinie). Zudem siedeln auch andere Nesseltiere, wie Hydractinia echinata (Stachelpolyp) und zahlreiche Protisten wie z. B. Actineta tuberosa, Dendrosomites paguri und Zoothamnium sp. auf den Schneckenhäusern, die ebenfalls in einer mutualistischen Verbindung zu P. excavatus stehen. Diese Form der Epibiose bringt Vorteile für beide Partner. Der Einsiedlerkrebs P. excavatus ist durch die Nesseln der Epibionten besser vor Fressfeinden geschützt und gleichzeitig auch besser getarnt. Die Epibionten wiederum profitieren durch die Mobilität von der Möglichkeit zur besseren geographischen Verbreitung und einer erhöhten Nährstoffzufuhr durch die Nahrungsreste des Einsiedlerkrebses.